# AO-27
AO-27 е експериментална съветска щурмова пушка (автомат) от 1961 г. със стреловиден проектил в сабо (обтуратор, носач, англ. sabot, рус. поддон), калибър на цевта 7,62 mm, калибър на проектила (стреличката) 3 mm. дължина на гилзата 63 mm, на стреличката 55 mm. Тегло на патрона 10,5 грама, с тегло 2,4 грама на стреличката.
Предимства са високата начална скорост (1060 м/сек.) което води до добра групираност на попаденията и дължина на правия изстрел (530 м при АО-27, 350 м за АК)
Конструктори на патрона В. П. Грязев, П. А. Фадеев, А. Г. Шипунов и Д. И. Ширяев.